# 塞镇 (布拉干萨)
塞镇是葡萄牙布拉干萨区的一个堂区。总面积10.06平方公里，总人口16594人，人口密度1649.5人/平方公里。